# تورتویزاس وی ان
تورتویزاس وی ان (TortoiseSVN) یک نرم‌افزار رایگان برای دسترسی به آپاچی ساب‌ورژن در سیستم عامل ویندوز است.